# UFC 215
UFC 215: Nunes vs. Shevchenko II foi um evento de artes marciais mistas (MMA) produzido pelo Ultimate Fighting Championship, ocorrido no dia 9 de setembro de 2017, no Rogers Place, em Edmonton, Alberta.

## Background
Inicialmente, o plano era que o UFC 215 acontecesse no dia 19 de agosto, em local a ser anunciado nos Estados Unidos, provavelmente na cidade de Seattle, possivelmente com o Campeão Peso-Mosca do UFC, Demetrious Johnson. No entanto, o plano foi vetado no dia 26 de junho, por motivos não revelados. Portanto, o UFC 215 foi movido para o dia 9 de setembro, data que inicialmente ocorreria o UFC 216, a ser realizado no Rogers Place, em Edmonton, Alberta, Canadá. O evento foi renomeado como UFC 215.
Enquanto o UFC tem sido um palco com inúmeros eventos em todo o Canadá, este será o primeiro em Edmonton (segundo em Alberta, após o UFC 149, em 2012).
O embate principal da noite seria entre o campeão Demetrious Johnson e o desafiante Ray Borg. Mas no dia anterior ao evento foi anunciado que a luta tinha sido cancelada. Ray Borg passou mal devido a uma doença viral e foi considerado sem condições de subir ao octógono. Assim a luta entre Nunes e Shevchenko foi promovida a luta principal do evento.
Um ataque de peso gordo das mulheres entre Sara McMann e Ketlen Vieira deveria ter lugar no UFC 214, mas no dia 7 de julho foi anunciado que a luta foi movida para este evento.
O ex-campeão dos Cinturão Peso Pesado do UFC Junior dos Santos deveria enfrentar Francis Ngannou, mas, em 18 de agosto, foi anunciado que ele foi retirado do cartão depois de ter sido notificado pela USADA de uma possível violação de doping. Ele foi marcado após um teste de drogas fora da competição realizado em 10 de agosto.. Dos Santos testou positivo para hidroclorotiazida e sua equipe está atualmente trabalhando no teste de 2 suplementos como uma possível fonte para isso. Por sua vez, Ngannou foi retirada do cartão depois que as autoridades de promoção consideraram que um adversário adequado não poderia ser organizado..

## Card Oficial
Nota 1 Pelo Cinturão Peso Galo Feminino do UFC. 

## Bônus da Noite
Os lutadores receberam $50.000 de bônus
- Luta da Noite:  Jeremy Stephens vs.  Gilbert Melendez
- Performance da Noite:  Rafael dos Anjos e  Henry Cejudo